# Moondog Matinee
Albums de The Band
Rock of Ages
(1972) Planet Waves (avec Bob Dylan) 
(1974)
Moondog Matinee est le cinquième album studio du groupe de rock The Band, sorti en 1973. Il se compose entièrement de reprises de chansons blues et R&B appréciées des membres du groupe.

## Titres
| 1. | Ain't Got No Home              | Clarence « Frogman » Henry                           | 3:20 |
| 2. | Holy Cow (en)                  | Allen Toussaint                                      | 3:15 |
| 3. | Share Your Love (With Me) (en) | Deadric Malone (en), Alfred Braggs                   | 2:50 |
| 4. | Mystery Train                  | Junior Parker, Sam Phillips, adapt. Robbie Robertson | 5:35 |
| 5. | Third Man Theme (en)           | Anton Karas                                          | 2:43 |

| 1. | Promised Land          | Chuck Berry                                    | 3:00 |
| 2. | The Great Pretender    | Buck Ram                                       | 3:07 |
| 3. | I'm Ready              | Fats Domino, Al Lewis (en), Sylvester Bradford | 3:22 |
| 4. | Saved                  | Jerry Leiber, Mike Stoller                     | 3:42 |
| 5. | A Change Is Gonna Come | Sam Cooke                                      | 4:15 |

### Titres bonus
La réédition CD de 2001 inclut six titres supplémentaires :
| No | Titre                     | Auteur               | Durée |
| -- | ------------------------- | -------------------- | ----- |
| 1. | Didn't It Rain (en)       | traditionnel         | 3:16  |
| 2. | Crying Heart Blues        | Joe Brown            | 3:29  |
| 3. | Shakin'                   | Sam Cooke            | 3:31  |
| 4. | What Am I Living For (en) | Fred Jay, Art Harris | 5:04  |
| 5. | Going Back to Memphis     | Chuck Berry          | 5:02  |
| 6. | Endless Highway           | Robbie Robertson     | 5:09  |

## Musiciens

### The Band
- Rick Danko : basse, guitare rythmique, chant
- Levon Helm : batterie, basse, guitare rythmique, chant
- Garth Hudson : orgue, piano, accordéon, synthétiseur, clavinet, saxophone ténor
- Richard Manuel : piano acoustique, piano électrique, batterie, chant
- Robbie Robertson : guitares

### Autres musiciens
- Billy Mundi : batterie sur Ain't Got No Home et Mystery Train
- Ben Keith : pedal steel guitar sur The Promised Land